# Enrique Moreno González
Enrique Moreno González (Madrid, 22 de mayo de 1939) es un médico español, especializado en cirugía y trasplantes. Es miembro de la Real Academia Nacional de Medicina.

## Biografía
Licenciado en medicina y cirugía por la Universidad Complutense de Madrid; especialista en cirugía, cirugía general, cirugía digestiva y cirugía pulmonar, en España fue unos de los pioneros en el trasplante hepático y en cirugía de enfermedades complejas gastrointestinales, pancreáticas y biliares.
Fue el jefe del Servicio de Cirugía General y Trasplantes Abdominales del Hospital 12 de Octubre de Madrid desde su inauguración hasta el año 2009 cuando se jubiló. Realizó importantes aportaciones médicas como: tratamiento de la hipertensión portal, los tumores malignos de la vía biliar y del hígado. desarrolló nuevos procedimientos quirúrgicos, como la derivación mesentérico-cava de la vena yugular interna o el tratamiento del cáncer de cardias esofagogastrectomía ampliada. Promotor de las donaciones de órganos en España.
Ejerció la docencia en Patología quirúrgica de la Universidad Complutense de Madrid. Es miembro de la Real Academia de Medicina con número de sillón 8 y de la Médico Quirúrgica de España, miembro honorario de las asociaciones de cirujanos de varios países (como Estados Unidos, Francia, Portugal, Italia, Japón, Argentina, Brasil, Ecuador, Perú, Portugal, Colombia, Chile, Venezuela, Panamá y Cuba).
Ha recibido la medalla de oro del Congreso Mundial del Colegio Internacional de Cirujanos, medalla Semmelweis de la Universidad de Budapest, doctor honoris causa por la Universidad de Palermo, doctor honoris causa por la Universidad de Extremadura, doctor honoris causa por la Universidad Rey Juan Carlos de Madrid, profesor Honorario de universidades europeas, americanas y asiáticas. Fue elegido Médico del Año en 1985 y Médico de la Década.
Investigador y autor de publicaciones científicas, en 1999 fue galardonado con el Premio Príncipe de Asturias de Investigación Científica y Técnica. El último título de doctor honoris causa le fue concedido por la Universidad de Málaga el 5 de mayo de 2011, en el 2020 fue nombrado presidente del Consejo Superior de Sanidad de la Comunidad de Madrid.
La última etapa de su trayectoria ha sido empañada por juicios sobre presuntas negligencias médicas, la más conocida provocó la muerte del cantaor Enrique Morente. Finalmente no se pudo demostrar su culpabilidad, archivado el juez la causa. Además presenta supuestas irregularidades en la adjudicación de premios y becas en la Fundación Mutua Madrileña que el preside aunque nunca se han podido demostrar. Supuestamente el Dr. Moreno, como jurado de los premios de investigación otorgó presuntamente en 2009 un premio a un artículo de bajo impacto en el que el mismo, su hija y su yerno eran coautores.

## Programas de Investigación[citarequerida]
- 1968-1972	Instituto Cajal del Consejo Superior de Investigaciones Científicas (Dr. Carrato Ibáñez).Programmes:
  - Homologous orthotopic liver transplantation in dogs. Utilization of the whole graft.
  - Experimental heterotopic liver transplantation. Utilization of whole
  - Mesenterico-cava interposition of autologous venous graft(internal jugular vein) in pre-hepatic portal hypertension in dogs (Assistant Physician).
- 1969-1970	Medical Center University of Colorado. Denver. U.S.A. (Prof. T.E. Starzl). Orthotopic liver transplantation. Renal transplantation (Assistant surgeon).
- 1972-1973	Veterans Administration Medical Center (Dr. I. Penn). Laboratory of animal research. Assistant surgeon. Total liver transplantation. Liver graft viability (Assistant surgeon
- 1976-1979	University Hospital La Paz. Experimental Surgery Department. Assistant surgeon (Dr. E. de Miguel). Experimental total liver transplantation in the dog. Utilization of bilio-jejunal by-pass by means of central cholangio-jejunostomy (Principal investigator).
- 1980-1982	University Hospital La Paz. Experimental Surgery Department. Assistant surgeon.
  - Experimental partial pancreas autotransplantation in the dog 2) Partial orthotopic liver homotransplantation -versus- heterotopic (Investigator).
- 1983-1986	Military Hospital Gómez Ulla. Assistant surgeon.
  - Heterotopic partial liver transplantation.
  - Partial pancreas autotransplantation (Investigator).
- 1982-1986	University Hospital. Experimental Surgery Department. Departament of Surgery (Prof. J.L. Balibrea).
  - Portal hypertension
  - Partial pancreas autotransplantation.
  - Partial liver homotransplantation (Investigator).
- 1986-1988	Experimental Research Center. University Hospital Gómez Ulla. Liver transplantation in induced hepatic failure (Principal investigator).
- 1988-1990	University Hospital San Carlos. Experimental Surgery Department. Department of Surgery (Prof. J.L. Balibrea). Provoked portal hypertension in dogs. Action of Somatostatine 14 (Investigator).
- 1990-1991	University Hospital Doce de Octubre. Experimental Surgery Department. Multi-organ transplantation (Principal investigator).
- 1992-1994	University Hospital Doce de Octubre. Study of hepatitis C virus infection (HCV) in orthotopic liver transplantation. Aplication of the amplification techniques of nucleic acids (PCR) (Principal investigator).
- 1993-1995	University Hospital Doce de Octubre. Study of the prognostic value of Aminogram in the evolution of patients who underwent liver transplantation (Principal investigator).
- 1997-	University Hospital Doce de Octubre. Living donor liver transplantation. Experimental study in relation with graft type, preservation, procedure and function. Clinical applications. (Principal investigator)

## Premios[citarequerida]
- Medalla de Oro del Congreso Mundial del Colegio Internacional de Cirujanos (Milán, 1988)
- Ambroggino de Oro. Assoziacione Communale Milan (1983)
- Ambroggino de Oro. Assoziacione Communale Milan (1985)
- Ambroggino de Oro. Assoziacione Communale Milan (1989)
- Medalla de Plata de la Universidad de Bolonia (1989)
- Medalla de la Universidad de Palermo Sicilia
- Miembro Honorario de la Asociación Venezolana de Coloproctologia
- Profesor Honorario de la Universidad Nacional de Córdoba (Argentina)
- Doctor honoris causa della Universitá degli Studi di Palermo (Italia)(1998)
- Medaglia del Cittá di Palermo Sindaco di Palermo (Italia)(1998)
- Medaglia della Universitá degli Studi di Palermo (Italia)(1998)
- Académico de Número de la Real Academia Nacional de Medicina (1998)
- Premio Príncipe de Asturias de Investigación Científica y Técnica, (1999)
- Medalla de Oro del Excmo. Ayuntamiento de Madrid. (2000)
- Medalla de oro de la Junta de Extremadura. (2000)
- Extremeño de Hoy (2001)
- Cruz de Oro de San Juan Evangelista (2003)
- Gran Cruz de Sanidad. Ministerio de Sanidad y Consumo (2003)
- Medalla de Honor al Fomento de la Investigación. Fundación Juan Cabrerizo (2005)
- Placa de Plata de la Sanidad Madrileña (2007)
- Excelencia Profesional. Fundación Caja Rural de Zamora (2007)
- Máster de Oro. Forum de Alta Dirección (2008)
- Doctor honoris causa. Universidad Rey Juan Carlos de Madrid (2008)
- Doctor honoris causa Universidad de Coimbra. (2009)
- Caballero de la Sacra y Militar Orden Constantiniana de San Jorge (2009)
- Medalla de Honor de la Real Academia de Medicina y Cirugía de Valladolid (2009)
- Premio Virgili de la Sociedad Catalana de Cirugía (2009)
- Gran Cruz de la Sanidad Madrileña (2009)
- Académico de Honor de la Academia de Ciencias e Ingenierías de Lanzarote (2010)
- Miembro Honorario Sociedad Dominicana de Cirugía (2010)
- Miembro Honorario Sociedad Brasileña de Cirugía Oncológica (2010)
- Premio Nacional de cirugía “Pedro Virgili”. Cortes de Cádiz (2011)
- Miembro Consejo Asesor Internacional del Campus de la Excelencia de la Universidad de Oviedo (2011)
- Miembro del Patronato del Museo de la Medicina Infanta Margarita (2011)
- Premio Gigante Extremeño (2012)
- Medalla de Extremadura (2018).